# Хобіца-Гредіште
Хобіца-Гредіште (рум. Hobița-Grădiște) — село у повіті Хунедоара в Румунії. Входить до складу комуни Сармізеджетуса.
Село розташоване на відстані 285 км на північний захід від Бухареста, 43 км на південь від Деви, 124 км на схід від Тімішоари.

## Населення
За даними перепису населення 2002 року у селі проживали 146 осіб, усі — румуни. Усі жителі села рідною мовою назвали румунську.